# Malaysian Masters (Badminton)
Das Malaysian Masters war eine hochrangige Veranstaltung im Badminton Mitte der 1980er Jahre. Das Masters sollte neben den Malaysia Open als Turnierserie für die Badminton-Elite in Malaysia etabliert werden, was dem malaysischen Verband jedoch nicht gelang.

## Die Sieger
| Saison | Herreneinzel | Dameneinzel | Herrendoppel          | Damendoppel           | Mixed                     |
| ------ | ------------ | ----------- | --------------------- | --------------------- | ------------------------- |
| 1985   | Morten Frost | Han Aiping  | Li Yongbo Tian Bingyi | Li Lingwei Han Aiping | Steen Fladberg Nora Perry |